# ليزلي ديك
ليزلي ديك (بالإنجليزية: Leslie Dick)‏ هي كاتِبة وفنانة أمريكية، ولدت في 1954 في بوسطن في الولايات المتحدة.